# Муратори, Микеле
Микеле Муратори (итал. Michele Muratori; род. 13 декабря 1983, Сан-Марино) — сан-маринский политик, с 1 апреля по 1 октября 2019 года капитан-регент Сан-Марино вместе с Никола Сельва.

## Биография
Микеле Муратори родился в декабре 1983 года в столице государства Сан-Марино.
Он закончил старейший в мире университет в итальянском городе Болонья, по специальности политология.
С 2005 года он вступает в партию социалистов и демократов. С 2014 года его избирают в парламент республики. В марте 2019 года он был избран капитан-регентом Сан-Марино и занимал этот пост до октября 2019 года.

## Факты
- Микеле Муратори в период своего капитан-регентства был одним из самых молодых руководителей в мире.